# Kernkraftwerk Yangjiang
Das Kernkraftwerk Yangjiang ist ein Kernkraftwerk im Stadtbezirk Jiangcheng, bezirksfreie Stadt Yangjiang, Provinz Guangdong, Volksrepublik China, das am Südchinesischen Meer liegt. Mit sechs Reaktorblöcken in Betrieb und einer installierten Leistung von 6516 MW ist es eines der leistungsstärksten Kernkraftwerke in China.
Das Kraftwerk wurde in drei Bauphasen errichtet; jede Phase bestand dabei aus der Errichtung von zwei Reaktorblöcken.

## Geschichte
Der Ort wurde erstmals 1988 als Stelle für ein zu errichtendes Kernkraftwerk ausgewählt. Nachdem das Kraftwerksprojekt 2004 durch die Staatliche Kommission für Entwicklung und Reform genehmigt worden war, wurden erste Arbeiten auf der Baustelle ab 2005 durchgeführt. Im Februar 2008 wurde der erste Spatenstich für die beiden ersten Reaktorblöcke durchgeführt und im März desselben Jahres wurde entschieden, dass in Yangjiang insgesamt sechs Reaktorblöcke errichtet werden sollen. Im November 2008 gab der Staatsrat der Volksrepublik China seine Zustimmung zum Bau der sechs Reaktorblöcke. Mit dem Bau von Block 1 wurde offiziell im Dezember 2008 begonnen.

## Phase 1
Die Phase 1 umfasste die Errichtung von zwei Reaktorblöcken mit jeweils einem Druckwasserreaktor (DWR) des Typs CPR-1000. Der CPR-1000 ist für eine Betriebsdauer von 60 Jahren ausgelegt.

### Block 1
Der Block 1 verfügt über einen DWR vom Typ CPR-1000 mit einer Netto- bzw. Bruttoleistung von 1000 (Design 1021) bzw. 1086 MWe; seine thermische Leistung liegt bei 2905 MWt.
Mit dem Bau von Block 1 wurde am 16. Dezember 2008 begonnen. Am 23. Dezember 2013 erreichte der Reaktor erstmals die Kritikalität. Er wurde am 31. Dezember 2013 mit dem Stromnetz synchronisiert und nahm am 25. März 2014 den kommerziellen Betrieb auf. Der Block 1 hat von 2014 bis Ende 2021 insgesamt 61,81 TWh Strom erzeugt; im Jahr 2017 erzielte er mit 8677 Betriebsstunden und einer Produktion von 8699,83 GWh sein bestes Ergebnis.

### Block 2
Der Block 2 verfügt über einen DWR vom Typ CPR-1000 mit einer Netto- bzw. Bruttoleistung von 1000 bzw. 1086 MWe; seine thermische Leistung liegt bei 2905 MWt.
Mit dem Bau von Block 2 wurde am 4. Juni 2009 begonnen. Am 2. März 2015 erreichte der Reaktor erstmals die Kritikalität. Er wurde am 10. März 2015 mit dem Stromnetz synchronisiert und nahm am 5. Juni 2015 den kommerziellen Betrieb auf. Der Block 2 hat von 2015 bis Ende 2021 insgesamt 51,8 TWh Strom erzeugt; im Jahr 2018 erzielte er mit 8760 Betriebsstunden und einer Produktion von 8910,12 GWh sein bestes Ergebnis.

## Phase 2
Die Phase 2 umfasste die Errichtung von zwei Reaktorblöcken mit jeweils einem DWR des Typs CPR-1000+. Der Typ CPR-1000+ stellt eine Weiterentwicklung des CPR-1000 dar und war eine Zwischenlösung auf dem Weg hin zum Typ ACPR-1000. Nach der Nuklearkatastrophe von Fukushima im März 2011 wurden weitere Veränderungen am Design des Typs CPR-1000+ vorgenommen, um die Sicherheit zu erhöhen.

### Block 3
Der Block 3 verfügt über einen DWR vom Typ CPR-1000 mit einer Netto- bzw. Bruttoleistung von 1000 bzw. 1086 MWe; seine thermische Leistung liegt bei 2905 MWt.
Mit dem Bau von Block 3 wurde am 15. November 2010 begonnen. Am 11. Oktober 2015 erreichte der Reaktor erstmals die Kritikalität. Er wurde am 18. Oktober 2015 mit dem Stromnetz synchronisiert und nahm am 1. Januar 2016 den kommerziellen Betrieb auf. Der Block 3 hat von 2015 bis Ende 2021 insgesamt 46,42 TWh Strom erzeugt; im Jahr 2019 erzielte er mit 8760 Betriebsstunden und einer Produktion von 8621,67 GWh sein bestes Ergebnis.

### Block 4
Der Block 4 verfügt über einen DWR vom Typ CPR-1000 mit einer Netto- bzw. Bruttoleistung von 1000 bzw. 1086 MWe; seine thermische Leistung liegt bei 2905 MWt.
Nach Fukushima wurde die Arbeit an bereits genehmigten Reaktorblöcken unterbrochen; dazu gehörte auch der Block 4, mit dessen Bau ursprünglich 2011 begonnen werden sollte. Mit dem Bau von Block 4 wurde am 17. November 2012 begonnen. Am 30. Dezember 2016 erreichte der Reaktor erstmals die Kritikalität. Er wurde am 8. Januar 2017 mit dem Stromnetz synchronisiert und nahm am 15. März 2017 den kommerziellen Betrieb auf. Der Block 4 hat von 2017 bis Ende 2021 insgesamt 36,2 TWh Strom erzeugt; im Jahr 2021 erzielte er mit 7880 Betriebsstunden und einer Produktion von 7977,13 GWh sein bestes Ergebnis.

## Phase 3
Die Phase 3 umfasste die Errichtung von zwei Reaktorblöcken mit jeweils einem DWR des Typs ACPR-1000.

### Block 5
Der Block 5 verfügt über einen DWR vom Typ ACPR-1000 mit einer Netto- bzw. Bruttoleistung von 1000 (Design 1021) bzw. 1086 MWe; seine thermische Leistung liegt bei 2905 MWt.
Mit dem Bau von Block 5 wurde am 18. September 2013 begonnen. Am 16. Mai 2018 erreichte der Reaktor erstmals die Kritikalität. Er wurde am 23. Mai 2018 mit dem Stromnetz synchronisiert und nahm am 12. Juli 2018 den kommerziellen Betrieb auf. Der Block 5 hat von 2018 bis Ende 2021 insgesamt 26,58 TWh Strom erzeugt; im Jahr 2021 erzielte er mit 8314 Betriebsstunden und einer Produktion von 8195,95 GWh sein bestes Ergebnis.

### Block 6
Der Block 6 verfügt über einen DWR vom Typ ACPR-1000 mit einer Netto- bzw. Bruttoleistung von 1000 bzw. 1086 MWe; seine thermische Leistung liegt bei 2905 MWt.
Mit dem Bau von Block 6 wurde am 23. Dezember 2013 begonnen. Am 22. Juni 2019 erreichte der Reaktor erstmals die Kritikalität. Er wurde am 29. Juni 2019 mit dem Stromnetz synchronisiert und nahm am 24. Juli 2019 den kommerziellen Betrieb auf. Der Block 6 hat von 2019 bis Ende 2021 insgesamt 18,35 TWh Strom erzeugt; im Jahr 2021 erzielte er mit 8571 Betriebsstunden und einer Produktion von 8522,45 GWh sein bestes Ergebnis.

## Eigentümer
Das Kraftwerk ist im Besitz der Yangjiang Nuclear Power Company (YJNPC) und wird auch von YJNPC betrieben. An YJNPC sind die China General Nuclear Power Group (CGN) mit 29 %, die GNIC mit 30 %, die CGN Industry Investment Fund Phase I mit 7 %, die Guangdong Yudean Group mit 17 % und die CLP Holdings mit 17 % beteiligt.

## Sonstiges
Die ursprünglich veranschlagten Gesamtkosten für die Errichtung des Kraftwerks werden mit 70 bis 73 Mrd. CNY (bzw. ca. 10 bis 11,5 Mrd. USD) angegeben; die Kosten pro installiertem kWe betragen 10.700 CNY (bzw. 1565 USD).
Die sechs Reaktorblöcke erzeugen pro Jahr ca. 48 TWh Strom. Um dieselbe Menge Strom mittels Kohlekraftwerken zu erzeugen, müssten mehr als 15 Mio. t Kohle verbrannt werden, wobei ca. 38 Mio. t CO2 emittiert würden.
Im März 2020 mussten einzelne Reaktorblöcke an zwei Tagen heruntergefahren werden, da die Kühlwassereinläufe durch große Mengen von Shrimps verstopft wurden. Am 24. März wurde ein Block automatisch heruntergefahren; er konnte am nächsten Tag zunächst wieder angefahren werden, nachdem das Problem behoben schien. Am 25. März wurden vier Blöcke wegen desselben Problems automatisch heruntergefahren; die übrigen beiden Blöcke wurden vorsorglich heruntergefahren.
Die von den Reaktoren ausgehenden Neutrinos werden vom 53 km entfernten Jiangmen Underground Neutrino Observatory (JUNO) für wissenschaftliche Messungen genutzt.

## Daten der Reaktorblöcke
Das Kernkraftwerk Yangjiang hat sechs Blöcke (Quelle: IAEA, Stand: September 2022):
| Block | Reaktortyp | Modell    | Status     | Netto- leistung in MWe (Design) | Brutto- leistung in MWe | Therm. Leistung in MWt | Baubeginn  | Erste Kritikalität | Erste Netzsyn- chronisation | Kommer- zieller Betrieb (geplant) | Abschal- tung (geplant) | Einspeisung in TWh |
| ----- | ---------- | --------- | ---------- | ------------------------------- | ----------------------- | ---------------------- | ---------- | ------------------ | --------------------------- | --------------------------------- | ----------------------- | ------------------ |
| 1     | PWR        | CPR-1000  | In Betrieb | 1000 (1021)                     | 1086                    | 2905                   | 16.12.2008 | 23.12.2013         | 31.12.2013                  | 25.03.2014                        | –                       | 61,81              |
| 2     | PWR        | CPR-1000  | In Betrieb | 1000                            | 1086                    | 2905                   | 04.06.2009 | 02.03.2015         | 10.03.2015                  | 05.06.2015                        | –                       | 51,80              |
| 3     | PWR        | CPR-1000  | In Betrieb | 1000                            | 1086                    | 2905                   | 15.11.2010 | 11.10.2015         | 18.10.2015                  | 01.01.2016                        | –                       | 46,42              |
| 4     | PWR        | CPR-1000  | In Betrieb | 1000                            | 1086                    | 2905                   | 17.11.2012 | 30.12.2016         | 08.01.2017                  | 15.03.2017                        | –                       | 36,20              |
| 5     | PWR        | ACPR-1000 | In Betrieb | 1000 (1021)                     | 1086                    | 2905                   | 18.09.2013 | 16.05.2018         | 23.05.2018                  | 12.07.2018                        | –                       | 26,58              |
| 6     | PWR        | ACPR-1000 | In Betrieb | 1000                            | 1086                    | 2905                   | 23.12.2013 | 22.06.2019         | 29.06.2019                  | 24.07.2019                        | –                       | 18,35              |